# Pavel Hermanovský
Pavel Hermanovský (* 1971 Mělník) je český herec a advokát.

## Život
Vystudoval práva na Právnické fakultě UK v Praze a stal se advokátem. Následně se ho rozhodl tuto profesi opustit a být hercem. Absolvoval několik kurzů na DAMU, konkrétně na Katedře autorské tvorby a pedagogiky. Vystudoval herectví na Vyšší odborné škole herecké. Následně hrál např. ve Švandově divadle či Divadle Kolowrat. Na televizních obrazovkách je k vidění ve známých seriálech a relací jako např. Ordinace v Růžové zahradě, Modrý kód nebo Zoo.

## Filmografie
- 2017 – Reklamace
- 2017 – Modrý kód
- 2018 – Soudce Alexandr
- 2020 – Sestřičky Modrý kód
- 2020 – Slunečná
- 2021 – Boží mlýny
- 2022 – Endgame
- 2022 – Promítač
- 2022 – Waifu
- 2023 – Kriminálka Anděl
- 2023 – Eliška a Damián
- 2025 – Moloch